# Swainby with Allerthorpe
Swainby with Allerthorpe est une paroisse civile du Yorkshire du Nord, en Angleterre.